# Generale Antonino Cascino (cacciatorpediniere)
Il Generale Antonino Cascino è stato un cacciatorpediniere (e successivamente una torpediniera) della Regia Marina. L'unità è intitolata al generale di divisione Antonino Cascino, insignito della medaglia d'oro al valor militare nella prima guerra mondiale.

## Storia

### Gli anni venti e trenta
Costruita tra il marzo 1920 ed il maggio 1922, la nave apparteneva alla classe Generali. Negli anni venti e trenta il cacciatorpediniere prese parte a varie crociere ed ebbe notevole impiego. La fase iniziale di addestramento venne svolta mentre la nave apparteneva al Dipartimento Militare Marittimo di La Spezia, mentre nel novembre 1922 il Cascino fu assegnato alla I Squadriglia Cacciatorpediniere (Forza Navale del Mediterraneo).
Nella tarda sera del 30 agosto 1923, durante la crisi di Corfù, il Cascino lasciò Taranto insieme ai cacciatorpediniere Generale Carlo Montanari, Giuseppe La Farina, Giacomo Medici e Giacinto Carini, alle corazzate Giulio Cesare e Conte di Cavour, agli incrociatori corazzati San Giorgio e San Marco, all'esploratore Premuda, alle torpediniere 50 OS e 53 AS, ai MAS 401, 404, 406 e 408 ed ai sommergibili Andrea Provana ed Agostino Barbarigo. Tale squadra era incaricata di bombardare ed occupare Corfù: giunta nelle acque dell'isola il 31 agosto, la formazione italiana, dopo aver comunicato al governatore greco le condizioni di resa (ammaino della bandiera greca e sostituzione con quella italiana, resa e disarmo di militari e gendarmi, interruzione di ogni comunicazione, controllo italiano su tutte le attività), aprì il fuoco alle quattro del pomeriggio del 31 agosto. Le navi italiane cannoneggiarono la Fortezza Vecchia e la Fortezza Nuova per un quarto d'ora, provocando una decina di morti e parecchi feriti tra i profughi che vi si erano rifugiati, poi il governatore greco si arrese e venne sbarcato il corpo di spedizione italiano, costituito dalle compagnie da sbarco delle navi italiane, dal 48º Reggimento Fanteria «Ferrara» (provvisto di una batteria di otto cannoni da 75 mm) e da una brigata di fanteria con 5000 uomini. La maggior parte delle navi rientrò poi a Taranto, mentre rimasero a Corfù i cinque cacciatorpediniere (tra cui il Cascino), uno degli incrociatori corazzati, alcuni sommergibili ed i MAS. Risolto il dissidio tra Italia e Grecia, le navi italiane lasciarono Corfù tra il 24 ed il 29 settembre, insieme alle truppe precedentemente sbarcate. Nel corso della crisi di Corfù il Cascino si recò anche in porti della Grecia.
Successivamente il cacciatorpediniere operò insieme all'Armata Navale, principalmente nelle acque del Mar Tirreno, ma recandosi anche a Tobruk nel 1924 e compiendo una crociera nel Dodecaneso e sino ad Alessandria d'Egitto l'anno successivo. In seguito il Cascino divenne nave dipartimentale a Taranto, venendo sovente utilizzata come nave di bandiera del locale Comandante in Capo e recandosi, di quando in quando, a Saseno ed a Durazzo per varie missioni. Nel marzo 1927 la nave venne assegnata alla II Squadriglia Cacciatorpediniere della 1ª Squadra Navale, dopo di che ebbe per breve tempo base a Livorno, dove operò per conto dell'Accademia Navale mentre dal maggio al luglio 1927 fu stazionaria a Tripoli.

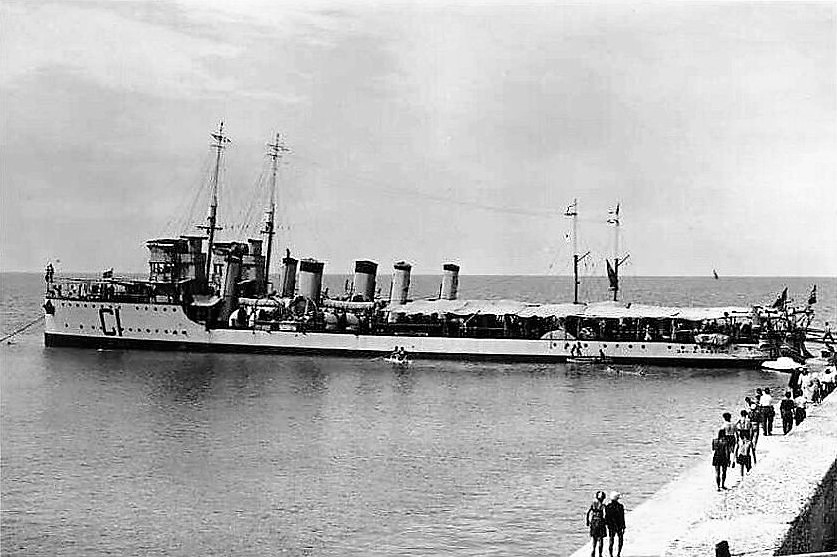
La nave, in primo piano, all'ormeggio con unità similari.

Il 5 ottobre 1927, mentre il Cascino era in navigazione da La Spezia a Gaeta, la deflagrazione di una carica di lancio da 76 mm, causata da autocombustione, provocò un incendio nel deposito munizioni di poppa, ma fu possibile estinguere le fiamme, allagando il deposito, prima che provocassero un'esplosione che avrebbe distrutto l'unità. Nella primavera del 1928 il cacciatorpediniere venne destinato alla VI Squadriglia Cacciatorpediniere della Divisione Speciale, facente parte della II Squadra, dopo di che, per un breve periodo, fu adibito a compiti dipartimentali a La Spezia, effettuando una crociera con a bordo gli ufficiali della Scuola di Guerra e prendendo parte a delle celebrazioni. Nell'estate del 1929 il Cascino compì una crociera in Cirenaica, ad Alessandria e nel Dodecaneso insieme alla Divisione Speciale.
Il 1º ottobre 1929 l'unità, come tutte le navi gemelle, fu declassata a torpediniera. La Cascino venne quindi assegnata alla II Squadriglia Torpediniere della Divisione Speciale, che nel 1932 venne dislocata a Venezia come VI Divisione. Sino al 1937 la nave operò prevalentemente nell'Adriatico settentrionale, ma svolse anche una crociera in Grecia nell'estate del 1932, nonché alcune missioni in Cirenaica tra 1932 e 1933 ed un breve periodo di servizio nella Scuola Comando a Taranto, nel 1935.
Nel 1936, in seguito a lavori di modifica, la Cascino venne dotata di strumentazioni per effettuare il dragaggio di mine in corsa. Nel 1939 la torpediniera venne sottoposta a lavori di rimodernamento dell'armamento: i 2 cannoni singoli da 76/40 Mod. 1916 R.M. furono rimpiazzati con due mitragliere binate Breda 20/65 Mod. 1935 e 2-4 mitragliere singole da 8/80 mm.
Dal 1937 al 1939 la nave venne dislocata a La Spezia come nave dipartimentale, operando, non molto intensamente, nel Tirreno settentrionale e lungo le coste sarde.

### La seconda guerra mondiale

#### 1940-1941
All'ingresso dell'Italia nel secondo conflitto mondiale, il 10 giugno 1940, la Cascino faceva parte della II Squadriglia Torpediniere (che formava unitamente alle gemelle Generale Antonio Chinotto, Generale Carlo Montanari e Generale Achille Papa), con base a La Maddalena. Durante la guerra fu la nave fu impiegata in missioni di scorta convogli sia lungo le coste italiane che sulle rotte per il Nord Africa. Nel 1940, in particolare, la nave venne utilizzata nella protezione al traffico di cabotaggio in Libia, mentre all'inizio del 1941 fu trasferita nel Tirreno meridionale per qualche mese e poi di nuovo in Nordafrica sino a fine anno.
Nel periodo compreso tra il 6 giugno ed il 10 luglio 1940 la Cascino, insieme a Papa, Chinotto e Montanari, ai posamine Durazzo e Pelagosa ed agli incrociatori ausiliari Attilio Deffenu e Caralis, partecipò alla posa di 30 campi minati, 12 dei quali antisommergibile, nelle acque della Sardegna, per un totale di 2196 mine.
Nella notte tra il 16 ed il 17 settembre 1940 quindici Fairey Swordfish britannici attaccarono il porto di Bengasi: nove di tali velivoli, appartenenti all'815th Squadron della Fleet Air Arm, sganciarono bombe dirompenti da 227 e 114 kg ed incendiarie da 45 kg, affondando il cacciatorpediniere Borea ed i piroscafi Maria Eugenia e Gloriastella e danneggiando gravemente la torpediniera Cigno, mentre i restanti sei, facenti parte dell'819th Squadron, posarono altrettante mine magnetiche Mk I da 680 kg a 75 metri dall'imboccatura del porto. Il 17 settembre, stante la confusione e sovraffollamento del porto ed il rischio costituito dal Maria Eugenia e dal Gloriastella ancora in fiamme, si decise di trasferire a Tripoli una parte delle navi presenti. Nella mattinata del 17, pertanto, la Cascino raggiunse Bengasi per assumere la scorta della moderna motonave da carico Francesco Barbaro, diretta a Tripoli: subito dopo essere uscite dal porto di Bengasi, tuttavia, alle 11.38, le due navi capitarono sulle mine posate dagli Swordfish (non visti da terra) la notte precedente, e la Barbaro urtò uno degli ordigni, riportando gravi danni a prua e dovendo essere trainata nel bacino occidentale del porto da dei rimorchiatori, per posarsi su bassifondali.

Tre torpediniere tipo "tre pipe" alla fonda nel Mar Grande di Taranto negli anni '30: da sinistra la Generale Antonino Cascino, la Vincenzo Giordano Orsini e la Giuseppe Cesare Abba.

Dal 4 al 7 novembre la nave scortò da Tripoli a Palermo e Napoli il piroscafo Pozzuoli e la nave cisterna Lina Campanella.
Alle 11.30 del 15 febbraio 1941 la Cascino ed un'altra anziana torpediniera, la Rosolino Pilo, salparono da Napoli dirette a Tripoli, di scorta alle moderne motonavi Andrea Gritti e Sebastiano Venier ed al piroscafo Caffaro. Infruttuosamente attaccato da un sommergibile sconosciuto, che, alle cinque del mattino del 17, lanciò dei siluri contro l'Andrea Gritti al largo dell'arcipelago tunisino di Kuriat, il convoglio giunse indenne a Tripoli il giorno stesso.
L'11 ottobre 1941 l'unità salpò da Trapani e si aggregò alla scorta (costituita dai cacciatorpediniere Granatiere, Bersagliere, Fuciliere ed Alpino) del convoglio «Giulia», composto dalla nave cisterna Proserpina e dai trasporti Giulia, Bainsizza, Nirvo, Zena e Casaregis, partiti da Napoli l'8 ottobre e diretti a Tripoli. Il Bainsizza ed il Nirvo, colti da avarie, dovettero però riparare a Trapani, mentre il 12 ottobre, alle 22.25, sette aerosiluranti britannici Fairey Swordfish dell'830th Squadron della Fleet Air Arm di Malta attaccarono il convoglio e colpirono lo Zena, che s'inabissò dopo le tre di notte in posizione 34°52' N e 12°22' E (42 miglia a sud di Lampedusa), ed il Casaregis, che, dopo un inutile tentativo di rimorchio vanificato da un incendio scoppiato a bordo della nave, dovette essere finito dalla scorta dopo circa sei ore, affondando in posizione 34°10' N e 12°38' E (o 34°02' N e 12°42' E, 80 miglia a nord/nordovest di Tripoli). Per altre fonti gli attacchi aerei sarebbero stati due, il primo alle 23.45 del 10 ottobre (nel quale fu colpito lo Zena, affondato poco dopo le tre dell'11) ed il secondo intorno alle sei dell'11 ottobre (nel quale fu colpito da un siluro, alle 6.10, il Casaregis, fu finito dalla scorta intorno a mezzogiorno). Secondo altra versione gli attacchi si sarebbero tutti verificati l'11 ottobre. Il convoglio «Giulia» fu il primo convoglio a cadere vittima delle decrittazioni operate dall'organizzazione Ultra, che intercettò e decifrò tutti i messaggi relativi al convoglio da prima della partenza sino all'ultimo giorno di navigazione.
Tornata a Trapani, il 12 ottobre la Cascino lasciò di nuovo il porto siciliano di scorta, insieme ai cacciatorpediniere Sebenico e Nicoloso da Recco, al Nirvo ed al Bainsizza, nonché al rimorchiatore tedesco Max Barendt, diretti a Tripoli. Il 14 ottobre, all'1.20, il Bainsizza venne attaccato e danneggiato da sei aerosiluranti Swordfish dell'830th Squadron in posizione 34°18' N e 12°16' E (o 34°15' N e 12°12' E), circa 65 miglia a nord di Zuara: il piroscafo danneggiato venne preso a rimorchio dal rimorchiatore Ciclope, con la scorta della torpediniera Polluce, uscita da Tripoli, ma il tentativo di salvarlo fu vano ed infine il Bainsizza, abbandonato, affondò nella notte tra il 14 ed il 15 ottobre, dopo circa 24 ore dal siluramento, in posizione 34°35' N e 12°12' E, un centinaio di miglia a nord/nordovest di Tripoli.
Dal 16 al 19 ottobre la torpediniera, partita da Tripoli, si aggregò alla scorta (composta dai cacciatorpediniere Folgore, Fulmine, Vincenzo Gioberti, Antoniotto Usodimare, Sebenico e Nicoloso da Recco e dalle torpediniere Cigno, fermatasi però a Trapani, e Calliope) di un convoglio in navigazione da Napoli a Tripoli, formato dalla motonave Marin Sanudo e dai piroscafi Beppe, Probitas, Paolina e Caterina, cui si aggregò poi da Trapani anche il motopeschereccio e nave frigorifera Amba Aradam. Il Beppe fu silurato il 18 dal sommergibile HMS Ursula al largo di Lampedusa, dovendo essere preso a rimorchio dal rimorchiatore Max Barendt, cui fornirono assistenza lo stesso Da Recco e la Calliope, giungendo a Tripoli il 21, mentre alle 22.30 del 18 il Caterina fu gravemente danneggiato con un siluro durante un attacco da parte di cinque Swordfish dell'830th Squadron. Nonostante un tentativo di rimorchio, il Caterina affondò capovolgendosi alle 17.30 del 19 ottobre, a 62 miglia per 350° da Tripoli. Il resto del convoglio arrivò a Tripoli il 19.

#### 1942-1943 e la perdita
Alle 14.30 del 5 gennaio 1942 la Cascino lasciò Tripoli alla volta di Palermo (per altre fonti Trapani), di scorta al piroscafo misto Perla. Alle quattro del mattino del 7 gennaio, tuttavia, quattro aerosiluranti Fairey Albacore dell'828th Squadron della Fleet Air Arm, di base a Malta, attaccarono il convoglio a 35 miglia per 215° da Pantelleria, colpendo con un siluro il Perla, che affondò dopo oltre dieci ore di agonia, alle 14.50, una ventina di miglia a sud di Pantelleria. La Cascino recuperò l'intero equipaggio del piroscafo affondato, composto da 78 uomini, e lo sbarcò a Trapani.
Successivamente, nella primavera-estate 1942, la torpediniera venne adibita a missioni di scorta sulle rotte che univano l'Italia all'Albania, nell'Adriatico centrale e meridionale, a supporto delle operazioni militari nei Balcani, e nelle acque del Mar Ionio e della Sicilia. L'11 maggio 1942 la Cascino, insieme all'incrociatore ausiliario Lorenzo Marcello ed alla torpediniera Francesco Stocco, scortò da Bari a Durazzo i piroscafi Italia e Rosandra carichi di truppe e rifornimenti. Cinque giorni più tardi Cascino, Marcello e Stocco tornarono a Bari scortando di nuovo l'Italia ed il Rosandra, aventi a bordo truppe che rimpatriavano.

La Cascino con colorazione mimetica

Il 28 maggio la sola Cascino fu di scorta alla nave cisterna Dora C. da Bari a Valona, mentre il 30, insieme all'incrociatore ausiliario Brioni ed alla vecchia torpediniera Giacomo Medici, scortò da Bari a Durazzo Italia, Rosandra ed il piroscafo da carico Chisone, che trasportavano truppe e materiali. L'8 giugno Cascino, Medici e Brioni furono di scorta da Bari a Durazzo al Rosandra e ad un altro piroscafo, l'Aventino, aventi un carico di truppe e rifornimenti.
Il 27 luglio 1942 la nave, unitamente al Brioni, scortò da Bari a Durazzo il piroscafo Quirinale, con truppe e materiali, mentre il 18 agosto la sola Cascino scortò da Patrasso a Navarino il motopeschereccio e nave frigorifera Genepesca I.
Il 14 settembre 1942 la nave fu coinvolta nei combattimenti per la difesa di Tobruk durante l'attacco inglese denominato Operazione Daffodil. Trovandosi ormeggiata in porto insieme alla gemella Montanari e ad una terza torpediniera, la Castore, la nave aprì il fuoco quando, intorno alle tre di notte, dieci motosiluranti inglesi attaccarono il porto di Tobruk: sparando nel buio, le torpediniere italiane affondarono o danneggiarono alcune delle unità attaccanti, ed, insieme alle 17 motozattere poste a difesa del porto dopo l'inizio dell'incursione, respinsero l'attacco. La Castore e la Montanari vennero poi fatte partire intorno alle otto del mattino per recuperare e catturare i naufraghi britannici ed i loro mezzi danneggiati, ed individuarono anche la motosilurante britannica MTB 314, che era stata portata all'incaglio a Marsa Umm el Sciausc sotto il tiro della motozattera italiana MZ 756 (e fu poi catturata dal dragamine tedesco R 10). Le due torpediniere, insieme a quattro motozattere e ad un rimorchiatore fatti partire in contemporanea, recuperarono 476 uomini. Vennero catturati anche due mezzi da sbarco che cercavano di dirigere a lento moto verso Alessandria d'Egitto.
Sul finire del 1942 la Cascino venne di nuovo utilizzata nelle acque della Libia per poco tempo, mentre nel 1943 fu trasferita nel Tirreno meridionale, svolgendo anche saltuarie missioni a Biserta nella fase più difficile della battaglia dei convogli per la Tunisia. Nel febbraio 1943, infatti, la torpediniera, al pari di molte altre siluranti e navi scorta italiane e tedesche, venne utilizzata per il trasporto veloce di truppe e rifornimenti in Tunisia.
Il 12 marzo 1943, alle 00.30, la Cascino lasciò Napoli alla volta di Tunisi, insieme alle torpediniere Sirio, Orione, Pegaso, Cigno, Ardito (che dovette lasciare la scorta per avarie di macchina) e Libra ed alle moderne corvette Cicogna e Persefone, di scorta ai mercantili francesi Esterel e Caraibe (impiegati per conto delle forze tedesche) ed alla nave cisterna italiana Sterope. Alle 21.35 (o 21.50) del 12, tuttavia, aerosiluranti britannici attaccarono e danneggiarono, a 12 miglia per 71° da Capo San Vito Siculo la Sterope, che dovette essere rimorchiata a Palermo: la Cascino, insieme alla Pegaso, fu distaccata per la scorta della nave danneggiata. Il resto del convoglio proseguì, subendo il siluramento dell'Esterel (che, rimorchiato a Trapani, risultò essere troppo danneggiato per un suo riutilizzo) da parte probabilmente del sommergibile britannico Thunderbolt, che fu poi affondato dalla Cicogna.
Alla proclamazione dell'armistizio la Cascino si trovava a La Spezia: non essendo in grado di muovere, per evitare la cattura, il 9 settembre 1943 la nave si autoaffondò nel porto della città.
Complessivamente la torpediniera aveva svolto 228 missioni di guerra (158 di scorta, 9 di caccia antisommergibile, una di posa mine, 68 di altro tipo), percorrendo circa 69.000 miglia nautiche. La Cascino risulta essere stata la terza tra le più attive torpediniere italiane della seconda guerra mondiale.
Il relitto della Cascino venne recuperato nel 1947 e demolito.